# David Dew
David Dew (ur. 11 listopada 1968) – australijski kolarz torowy, brązowy medalista mistrzostw świata. Swój największy sukces osiągnął w 1992 roku podczas mistrzostw świata w Walencji, gdzie wspólnie z Anthonym Pedenem wywalczył trzecie miejsce w wyścigu tandemów. Australijczyków wyprzedzili tylko Włosi Gianluca Capitano i Federico Paris oraz reprezentanci Czechosłowacji Lubomír Hargaš i Pavel Buráň. Ponadto w 1998 roku Dew został wicemistrzem kraju w madisonie. Nigdy nie brał udziału w igrzyskach olimpijskich.